# Catharosia valescens
Catharosia valescens är en tvåvingeart som beskrevs av Villeneuve 1942. Catharosia valescens ingår i släktet Catharosia och familjen parasitflugor. Inga underarter finns listade i Catalogue of Life.